# 13739 Nancyworden
13739 Nancyworden (1998 SW1) là một tiểu hành tinh vành đai chính được phát hiện ngày 16 tháng 9 năm 1998 bởi Khảo sát tiểu hành tinh OCA-DLR ở Caussols.